# Birillo (nome)
Birillo  è un nome proprio di persona italiano maschile.

## Varianti
- Maschili: Berillo[2]

### Varianti in altre lingue
- Latino: Birillus[1]
- Siciliano: Piriḍḍu[3]

## Origine e diffusione

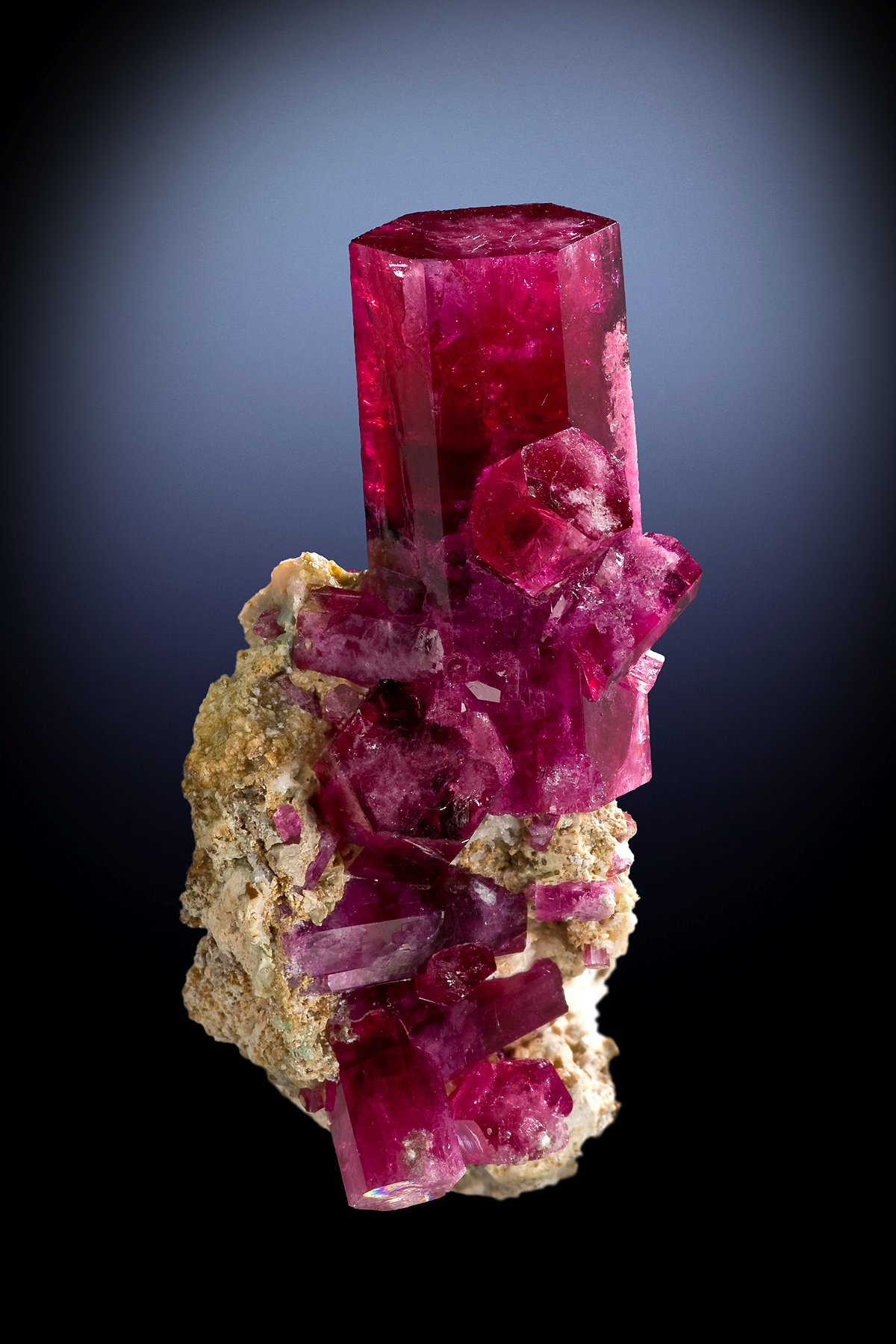
Del berillo rosso

È una ripresa del nome del berillo; si tratta quindi di un nome augurale, correlato alle proprietà benefiche tradizionalmente attribuite a tale pietra, alla quale fa riferimento anche il nome inglese Beryl. Etimologicamente, il termine "berillo" deriva dal sanscrito vaidurya, di origine dravidica e forse riferito alla città di Velur.
In Italia il nome gode di scarsissima diffusione, e non è entrato nell'uso comune.

## Onomastico
L'onomastico viene festeggiato il 21 marzo in ricordo di san Berillo, seguace di san Pietro e vescovo di Catania.

## Persone

### Variante Berillo
- Berillo di Bostra, vescovo arabo
- Berillo di Catania, vescovo e santo romano